# Логутов, Александр Михайлович
Александр Михайлович Логутов — советский тяжелоатлет, тренер. Мастер спорта международного класса, член олимпийской сборной СССР 1978—1979 годов, рекордсмен мира в толчке.
Воспитанник рузаевской школы тяжёлой атлетики, его тренером был Николай Семёнович Агапов. В 1978 году занял первое место на чемпионате СССР в весовой категории до 75 кг. На чемпионате 1980 года завоевал бронзовую медаль.
После окончания спортивной карьеры стал тренером по пауэрлифтингу в Новокуйбышевске. Его воспитанник — серебряный призер мировых соревнований Сергей Левин.